# District d'Oulunsuu
Le district d'Oulunsuu (en finnois : Oulunsuun suuralue) est un district  de la ville d'Oulu en Finlande. 

## Description
Le district a 7 982 habitants (31.12.2018)
.